# Сенсорна система
Сенсорна система, або органи чуття — спеціалізовані органи, через які нервова система отримує подразнення із зовнішнього і внутрішнього середовищ і сприймає ці подразнення у вигляді відчуттів. Показники органів чуття є джерелом наших уявлень про оточуючий світ. Діяльність сенсорної системи відображає зовнішній матеріальний світ, що дає змогу людині не тільки пристосуватися до довкілля, а й пізнавати закони природи та активно змінювати це середовище.
За визначенням І. П. Павлова, органи чуття є периферійними частинами аналізаторів. Аналізатори — це складні нейродинамічні системи, аферентні відділи рефлекторних дуг, які здійснюють зв'язок центральної нервової системи із зовнішнім і внутрішнім середовищем. Кожен аналізатор має периферійну частину, де сприймаються подразнення (органи чуття); проміжну (провідні шляхи і підкіркові утвори, що передають нервові імпульси); центральну (кора головного мозку, де відбувається остаточний аналіз і синтез сприйнятого відчуття). Кожний аналізатор складається зі сприймаючих рецепторів, нервів, що відходять від рецепторів, і відповідних ділянок кори і підкірки головного мозку, де й відбувається остаточний аналіз і синтез збудження і формування наших відчуттів.

## Стимули
Сенсорні системи кодують чотири аспекти стимулу: тип (модальність), інтенсивність, положення і тривалість. Час надходження і різниця фаз звукового стимулу використовуються слуховою сенсорною системою для місцезнаходження джерела звуку. Рецептори чутливі до відповідних типів стимулів (наприклад, механорецептори відповідають переважно на дотикові стимули). Рецептори надсилають потенціали дії у певній послідовності (див. Нервове кодування) для сигналізування про інтенсивність стимулу (наприклад, наскільки гучним є звук). Положення стимульованого рецептора на/у тілі дає мозку інформацію про положення стимулу (наприклад, стимуляція механорецептора на пальці зумовлює надсилання до мозку інформації про стимул, що діє на цей палець). Тривалість стимулу передається також послідовністю потенціалів дії, які створюються рецепторами. Потенціали дії передаються до мозку через аферентні нейрони.

### Модальність стимулу
Модальність стимулу (сенсорна модальність) — це тип фізичного явища, яке сприймається сенсорною системою. Приклади модальностей: температура, смак, звук, тиск, біль тощо. Тип сенсорного рецептора, що активується стимулом, грає основну роль у кодуванні модальності стимулу.

## Органи чуття людини
Органи чуття забезпечують такі основні види чутливості: зір, слух, нюх, смак, дотик, рівновагу та відчуття положення тіла у просторі (пропріоцепцію).

### Дотик
Дотик — це сприйняття форми, розміру, щільності, температури різних предметів. У слизових оболонках шкіри містяться дотикові рецептори. Найбільше їх на губах, кінчику язика, пальців, а також на долоні. Користуючись дотиком, людина може визначити фізичні властивості предметів, такі як форма, твердість, м'якість, характер поверхні, тепло або холод, орієнтуватися в темряві, блискавично реагувати на загрозливу небезпеку.

### Нюх
Нюх — це сприйняття запахів різних речовин. Велика кількість нюхових рецепторів міститься в слизовій оболонці порожнини носа. Від нюхових рецепторів нервові імпульси передаються у проміжний мозок, потім у лобову частку кори, де проходить аналіз речовин, що вдихаються. За запахом людина відрізняє недоброякісну їжу, вловлює появу в повітрі шкідливих для її здоров'я домішок.

### Смак
Смак — це сприйняття смакових особливостей речовин, що потрапляють в ротову порожнину. Рецептори смаку розташовані в смакових цибулинах виростів слизової оболонки язика — сосочків на стінках глотки і м'якого піднебіння. Збудження від рецепторів передається по волокнах язикового нерва у довгастий мозок, міст, до скроневої кістки, де формується сприйняття у вигляді різних смакових відчуттів. Смак допомагає людині визначити якість їжі, сприяє виділенню травних соків і проходження процесу травлення в цілому.

### Слух
Вухо як орган слуху забезпечує сприйняття звукових коливань. Завдяки слуху розрізняють звуки довкілля. Людина спроможна визначити напрямок звуку з джерела, що дає змогу орієнтування в навколишньому середовищі, а також висоту, тембр, силу звуку. Слух є одним із чуттів людини, які сприяють психічному розвитку повноцінної особистості. Зі слухом пов'язані звукові, мовні спілкування. Орган слуху розташований в отворі слухового проходу скроневої кістки черепа. Він складається з трьох основних відділів:
- зовнішнього вуха,
- середнього вуха,
- внутрішнього вуха.

Перші два беруть участь тільки в проведенні звукових коливань, а третій відділ містить звукосприймальний і вестибулярний апарат.

### Рівновага
Функція регуляції положення тіла в просторі і рівноваги забезпечується вестибулярним апаратом, який утворюється рецепторами мішечків і напівколових каналів внутрішнього вуха. Коли змінюється положення голови або людина рухається, рецептори збуджуються, виникають нервові імпульси. Вони проходять по нервових шляхах у середній мозок, мозочок і кору великих півкуль. Завдяки аналізатору контролю рівноваги і положення тіла забезпечується прямоходіння.

### Зір
Зір — відчуття (сенсо́рне відчуття), що дозволяє сприймати світло; колір та зовнішню структуру навколишнього світу у вигляді зображення або картини. Орган зору людини складається з очного яблука і допоміжного апарату. Очне яблуко розміщене в очній ямці черепа. Має кулясту форму і складається з трьох оболонок:
- зовнішньої — щільної білкової, яка захищає очне яблуко від пошкоджень та проникнення сторонніх тіл ззовні (спереду вона переходить у прозору і проникну для світла рогівку), до неї прикріплюються м'язи, які рухають око;
- середньої — судинної (пронизаної густою сіткою кровоносних судин, що постачають кров очному яблуку);
- внутрішньої — сітчастої (в ній розміщені рецептори ока — палички і колбочки), де під дією світла виникають нервові збудження, які по зоровому нерву передаються в зорову зону кори головного мозку.

### Терморецептори
Терморецептори — це сенсорні рецептори, які реагують на різні температураи. Хоча механізми, за допомогою яких ці рецептори працюють, неясні, останні відкриття показали, що ссавці мають принаймні два різних типи терморецепторів:
1. Колба Краузе або цибулинне тільце виявляє температури вище температури тіла.
2. Кінцевий орган Руффіні виявляє температури нижче температури тіла.

TRPV1 — це теплоактивований канал, який діє як невеликий тепловий термометр у мембрані, що запускає поляризацію нервового волокна при впливі змін температури. Зрештою, це дозволяє нам виявляти температуру навколишнього середовища в теплому/гарячому діапазоні. Подібно до цього, молекулярний родич TRPV1, TRPM8, є холодоактивованим іонним каналом, який реагує на холод. І холодні, і гарячі рецептори розділені окремими субпопуляціями сенсорних нервових волокон, що показує нам, що інформація, що надходить у спинний мозок, спочатку розділена. Кожен сенсорний рецептор має свою «марковану лінію» для передачі простого відчуття, яке відчуває одержувач. Зрештою, TRP-канали діють як термосенсори, канали, які допомагають нам виявляти зміни температури навколишнього середовища.

### Ноцицептори
Ноцицептори реагують на потенційно шкідливі подразники, надсилаючи сигнали до спинного мозку та мозку. Цей процес, що називається ноцицепція, зазвичай викликає сприйняття біль. Вони знаходяться у внутрішніх органах, а також на поверхні тіла. Ноцицептори виявляють різні види шкідливих подразників або фактичні пошкодження. Ті, які реагують лише тоді, коли тканини пошкоджені, відомі як «сплячі» або «мовчазні» ноцицептори.
1. Термічні ноцицептори активуються шкідливим теплом або холодом при різних температурах.
2. Механічні ноцицептори реагують на надлишковий тиск або механічну деформацію.
3. Хімічні ноцицептори реагують на широкий спектр хімічних речовин, деякі з яких є ознаками пошкодження тканин. Вони беруть участь у виявленні деяких спецій у їжі.

## Сенсорна кора
Всі стимули, що надходять до рецепторів, трансдукуються в потенціал дії, який передається одним або кількома аферентними нейронами до певної ділянки мозку. Хоча термін сенсорна кора часто використовується неформально для позначення соматосенсорної кори, формально цей термін відноситься до численних ділянок мозку, де відчуття приймаються для обробки. Для п'яти традиційних відчуттів у людей це включає первинні та вторинні кори різних відчуттів: соматосенсорну кору, зорову кору, слухову кору, первинну нюхову кору та смакову кору. Інші модальності також мають відповідні ділянки сенсорної кори, включаючи вестибулярну кору для відчуття рівноваги.
Людська сенсорна система складається з наступних підсистем:
- Зорова система (Зір)

- Слухова система (Слух)
- Соматосенсорна система (Дотик/Температура/Кінестезія/Біль)
- Смакова система (Смак)
- Нюхова система (Нюх)
- Вестибулярна система (Рівновага)

### Соматосенсорна кора
Розташована в тім'яній частці, первинна соматосенсорна кора є первинною рецепторною зоною для відчуття дотику та пропріоцепції в соматосенсорній системі. Ця кора додатково поділяється на Поля Бродмана 1, 2 і 3. Поле Бродмана 3 вважається основним центром обробки соматосенсорної кори, оскільки воно отримує значно більше вхідних сигналів від таламуса, має нейрони, які високо реагують на соматосенсорні стимули, і може викликати соматичні відчуття за допомогою електричної стимуляції. Поля 1 і 2 отримують більшість своїх вхідних сигналів від поля 3. Існують також шляхи для пропріоцепції (через мозочок), і моторного контролю (через Поле Бродмана 4). Див. також: S2 Вторинна соматосенсорна кора.

### Зорова кора
Зорова кора відноситься до первинної зорової кори, позначеної V1 або Поле Бродмана 17, а також до екстрастріарних зорових кіркових областей V2-V5. Розташована в потиличній частці, V1 діє як основна ретрансляційна станція для зорового вводу, передаючи інформацію до двох основних шляхів, позначених як дорсальний і вентральний потоки. Дорсальний потік включає області V2 і V5 і використовується для інтерпретації зорового «де» і «як». Вентральний потік включає області V2 і V4 і використовується для інтерпретації «що». Збільшення негативної до завдань активності спостерігається у вентральній мережі уваги після різких змін сенсорних стимулів, на початку та кінці блоків завдань, і в кінці завершеного випробування.

### Слухова кора
Розташована в скроневій частці, слухова кора є первинною рецепторною зоною для звукової інформації. Слухова кора складається з полів Бродмана 41 і 42, також відомих як передня поперечна скронева область 41 і задня поперечна скронева область 42, відповідно. Обидві області діють подібно і є невід'ємною частиною отримання та обробки сигналів, що передаються від слухових рецепторів.

### Первинна нюхова кора
Розташована в скроневій частці, первинна нюхова кора є первинною рецепторною зоною для нюху. Унікальною для нюхової та смакової систем, принаймні у ссавців, є реалізація як периферичних, так і центральних механізмів дії. Периферичні механізми включають нюхові рецепторні нейрони, які трансдукують хімічний сигнал вздовж нюхового нерва, який закінчується в нюховій цибулині. Хеморецептори в рецепторних нейронах, які запускають сигнальний каскад, є G-білок-сполученими рецепторами. Центральні механізми включають збіжність аксонів нюхового нерва в клубочки в нюховій цибулині, де сигнал потім передається в переднє нюхове ядро, грушоподібну кору, медіальну мигдалину та енторинальну кору, які разом складають первинну нюхову кору.
На відміну від зору та слуху, нюхові цибулини не є міжпівкульними; права цибулина з'єднується з правою півкулею, а ліва цибулина з'єднується з лівою півкулею.

### Смакова кора
Смакова кора є первинною рецепторною зоною для смаку. Слово «смак» використовується в технічному сенсі для позначення конкретно відчуттів, що надходять від смакових рецепторів на язиці. П'ять якостей смаку, що виявляються язиком, включають кислоту, гіркоту, солодкість, солоність і білковий смак, який називається умамі. На відміну від цього, термін «аромат» відноситься до досвіду, що генерується шляхом інтеграції смаку з запахом і тактильною інформацією. Смакова кора складається з двох основних структур: передня острівцева кора, розташована на острівцевій частці, і фронтальна кришечка, розташована на лобовій частці. Подібно до нюхової кори, смаковий шлях працює через периферичні та центральні механізми. Периферичні смакові рецептори, розташовані на язиці, м'якому піднебінні, глотці та стравоході, передають отриманий сигнал до первинних сенсорних аксонів, де сигнал проектується в ядро одинокого шляху в довгастому мозку, або смакове ядро комплексу одинокого шляху. Потім сигнал передається в таламус, який, у свою чергу, проектує сигнал у кілька ділянок неокортексу, включаючи смакову кору.
Нейронна обробка смаку на майже кожному етапі обробки зазнає впливу супутньої соматосенсорної інформації з язика, тобто відчуття в роті. На відміну від цього, запах не поєднується зі смаком для створення аромату до вищих коркових областей обробки, таких як острівець і орбітофронтальна кора.

## Хвороби

Рік життя з поправкою на інвалідність для хвороб органів чуття на 100 000 жителів у 2002 р.
no data
менше, ніж 200
200-400
400-600
600-800
800-1000
1000-1200
1200-1400
1400-1600
1600-1800
1800-2000
2000-2300
більше, ніж 2300

- Амбліопія
- Дальтонізм
- Глухота